# Constantes lógicas
Constante é uma área reservada para armazenamento de uma informação que não se alterará em todo o ciclo de vida do algoritmo, ou seja, tem sempre o mesmo valor dentro de um sistema. Um exemplo disso são as constantes da biblioteca matemática de qualquer linguagem de programação; outro exemplo se refere ao valor de PI que é o mesmo(3,14) e, a menos que alguém prove o contrário, ele não necessita ser alterado.
Em lógica, no Cálculo Quantificacional Clássico as constantes podem ser divididas em dois grupos: as constantes lógicas e as constantes não-lógicas. As constantes não lógicas, por sua vez, podem ser classificadas em constantes individuais e constantes de predicado.
Em lógica, mais precisamente em lógica clássica proposicional de primeira ordem uma constante representa uma função "0-ária" (zero-ária).

## Constantes lógicas
Na lógica clássica, as constantes lógicas são representadas por símbolos que têm um determinado significado.
Eis alguns símbolos lógicos:
```

  

    

      

        
∧

        
,

        
∨

        
,

        
→

        
,

        
⊥

        
,

        
⊤

        
,

        
¬

        
,

        
⊢

        
,

        
⊨

        
,

        
⊩

        
,

        
⊨

      

    

    
{\displaystyle \land ,\lor ,\rightarrow ,\bot ,\top ,\lnot ,\vdash ,\vDash ,\Vdash ,\models }

  

.
```

Por exemplo, o símbolo "{\displaystyle \lnot }" representa a negação de algo; O símbolo "{\displaystyle \rightarrow }" representa a implicação de algo.
São com esses símbolos e algumas variáveis que as fórmulas lógicas são compostas.

### Constantes não-lógicas
Essas constantes podem ser classificadas em constantes individuais e constantes de predicado.

#### Constantes individuais
As constantes individuais, são os indivíduos, como se diz o nome. Essas constantes são aquelas que dão nomes as coisas. Por exemplo: João Marcos, Benjamín, o aluno mais aplicado de João Marcos, A pessoa que está sentado a direita de Paulo.
Essas constantes são representadas por letras do alfabeto romano minúsculas como:
```

  

    

      

        

          
a

        

        
,

        

          
b

        

        
,

        

          
c

        

        
,

        

          
d

        

        
,

        

          
e

        

        
,

        

          
f

        

        
,

        

          
g

        

        
,

        

          
h

        

        
,

        

          
i

        

        
,

        

          
j

        

        
,

        

          
k

        

        
,

        

          
l

        

        
,

        

          
m

        

        
,

        

          
n

        

        
,

        

          
o

        

        
,

        

          
p

        

        
,

        

          
q

        

        
,

        

          
r

        

        
,

        

          
s

        

        
,

        

          
t

        

        
,

        

          
u

        

        
,

        

          
v

        

        
,

        

          
w

        

        
,

        

          
x

        

        
,

        

          
y

        

        
,

        

          
z

        

      

    

    
{\displaystyle \mathrm {a} ,\mathrm {b} ,\mathrm {c} ,\mathrm {d} ,\mathrm {e} ,\mathrm {f} ,\mathrm {g} ,\mathrm {h} ,\mathrm {i} ,\mathrm {j} ,\mathrm {k} ,\mathrm {l} ,\mathrm {m} ,\mathrm {n} ,\mathrm {o} ,\mathrm {p} ,\mathrm {q} ,\mathrm {r} ,\mathrm {s} ,\mathrm {t} ,\mathrm {u} ,\mathrm {v} ,\mathrm {w} ,\mathrm {x} ,\mathrm {y} ,\mathrm {z} }

  

.
```

#### Constantes de predicado
As constantes de predicados são atributos que podem ser predicados às constantes individuais, ou seja são as relações  que é uma das partes que compõem a linguagem da lógica clássica proposicional de primeira ordem.
Essas relações são valoráveis em verdadeiro e falso.
Por exemplo: João Marcos é um ótimo professor.
o predicado que diz: "é um ótimo professor" é no caso a constante de predicado que vem acompanhada de uma constante individual "João Marcos".
Para representar as constantes de predicado, basta colocar as constantes individuais à direita das constantes de predicado. Utiliza-se ainda letras do alfabeto romano maiúsculas para representá-las como:
```

  

    

      

        

          
A

        

        
,

        

          
B

        

        
,

        

          
C

        

        
,

        

          
D

        

        
,

        

          
E

        

        
,

        

          
F

        

        
,

        

          
G

        

        
,

        

          
H

        

        
,

        

          
I

        

        
,

        

          
J

        

        
,

        

          
K

        

        
,

        

          
L

        

        
,

        

          
M

        

        
,

        

          
N

        

        
,

        

          
O

        

        
,

        

          
P

        

        
,

        

          
Q

        

        
,

        

          
R

        

        
,

        

          
S

        

        
,

        

          
T

        

        
,

        

          
U

        

        
,

        

          
V

        

        
,

        

          
W

        

        
,

        

          
X

        

        
,

        

          
Y

        

        
,

        

          
Z

        

      

    

    
{\displaystyle \mathrm {A} ,\mathrm {B} ,\mathrm {C} ,\mathrm {D} ,\mathrm {E} ,\mathrm {F} ,\mathrm {G} ,\mathrm {H} ,\mathrm {I} ,\mathrm {J} ,\mathrm {K} ,\mathrm {L} ,\mathrm {M} ,\mathrm {N} ,\mathrm {O} ,\mathrm {P} ,\mathrm {Q} ,\mathrm {R} ,\mathrm {S} ,\mathrm {T} ,\mathrm {U} ,\mathrm {V} ,\mathrm {W} ,\mathrm {X} ,\mathrm {Y} ,\mathrm {Z} }

  

.
```

Exemplos: "{\displaystyle \mathrm {P} (\mathrm {j} )}" - j é um bom professor.

### Exemplos do uso de constantes em LCPO
Agora utilizando os diversos tipos de símbolos descutidos acima, eis alguns exemplos:
```

  

    

      

        
¬

        

          
Q

        

        
(

        

          
b

        

        
)

      

    

    
{\displaystyle \lnot \mathrm {Q} (\mathrm {b} )}

  

  "A bola não é quadrada."
```

```

  

    

      

        

          
M

        

        
(

        

          
t

        

        
)

        
∧

        

          
M

        

        
(

        

          
w

        

        
)

      

    

    
{\displaystyle \mathrm {M} (\mathrm {t} )\land \mathrm {M} (\mathrm {w} )}

  

   "Thiago é mágico e wilson é mágico"
```

```

  

    

      

        

          
P

        

        
(

        

          
j

        

        
)

        
→

        

          
P

        

        
(

        

          
V

        

        
)

      

    

    
{\displaystyle \mathrm {P} (\mathrm {j} )\rightarrow \mathrm {P} (\mathrm {V} )}

  

   "Se João passou, então Victor passou."
```

### Constantes em linguagem de programação
Em linguagem de programação, uma constante é um valor que no decorrer do algoritmo ou processamento sempre terá o mesmo valor. Perceba que a ideia de constante é a mesma seja onde for o local que a constante será utilizada.
Exemplo de declaração de variável em C++.
```
const int Constante_AnoNascimento = 1990;
```

### Constantes físicas e matemáticas
Tanto na física como na matemática existem aquelas constantes que foram criadas por matemáticos ou físicos.
Um exemplo muito famoso é a constante "c" que representa a velocidade da luz e tem o valor de 299 792 458 metros por segundo. a constante "c" é verificada na seguinte equação:
{\displaystyle {\mathcal {E}}={\mathcal {M}}{\mathcal {C}}^{2}}
Outros exemplos:
```

  

    

      

        

          

            
F

          

        

        
=

        

          

            
K

          

        

        

          

            
Q

          

        

        

          

            
Q

          

        

        

          
/

        

        

          

            

              
R

            

          

          

            
2

          

        

      

    

    
{\displaystyle {\mathcal {F}}={\mathcal {K}}{\mathcal {Q}}{\mathcal {Q}}/{\mathcal {R}}^{2}}

  

  onde 

  

    

      

        

          

            
K

          

        

      

    

    
{\displaystyle {\mathcal {K}}}

  

 vale 9000000000 NM²/C².
```

```

  

    

      

        

          

            
A

          

        

        
=

        
π

        

          

            

              
R

            

          

          

            
2

          

        

      

    

    
{\displaystyle {\mathcal {A}}=\pi {\mathcal {R}}^{2}}

  

  onde "

  

    

      

        
π

      

    

    
{\displaystyle \pi }

  

" vale 3,14.
```